# 乌芬海姆
乌芬海姆是德国巴伐利亚州的一个市镇。总面积59.47平方公里，总人口6146人，其中男性2965人，女性3181人（2011年12月31日），人口密度103人/平方公里。